# Vojenská hranice
Vojenská hranice (též označována jako Krajina, srbochorvatsky Војна Крајина/Vojna Krajina, maďarsky Határőrvidék, německy Militärgrenze, rumunsky Graniţa Militară) je označení pro pásmo v příhraničí Habsburské monarchie (později Rakousko-Uherska) v jejích jižních oblastech a Osmanskou říší.
Ke zřízení nového obranného systému v Uhrách a Chorvatsku došlo v 16. století po zvolení Ferdinanda I. králem. V Uhersku a Chorvatsku bylo zřízeno šest okresů pod zvláštní vojenskou správou. Chorvatská vojenská hranice a slavonská vojenská hranice se dostaly pod jurisdikci chorvatského Saboru a bána. V roce 1627 byly umístěny pod přímou kontrolu habsburské armády. Po více než dvě století si udrželi úplnou civilní a vojenskou autoritu nad oblastí, až do zrušení vojenské hranice v roce 1881.
V průběhu 17. století se území rozšiřovalo směrem na východ a vznikaly nové úseky. V té době se rozkládalo od vlastního Chorvatska na západě po východní Sedmihradsko na východě a zahrnovalo části dnešního Chorvatska, Bosny a Hercegoviny, Srbska, Rumunska a Maďarska. Během tohoto období se také změnil obranný systém, z konvenčního modelu posádky na komunitu „voják-osadník“.
Obyvatelé této oblasti byli známí jako Grenzer (neboli hraničáři). Byli to většinou srbští, chorvatští, němečtí, vlašští a další kolonisté. Výměnou za půdu, náboženskou svobodu a příznivé daňové sazby kolonizovaly oblast a sloužily jako opevnění monarchie proti osmanským nájezdům. Němci byli rekrutováni Uherskem v pozdním 18. století v rámci osídlení a rozvoje údolí řeky Dunaj, a stali se známý jako Dunajští Švábové. Vojenské pluky tvořené osadníky měly svůj vlastní důvod povstat a bojovat a znaly místní terén a podmínky. Brzy získali impozantní vojenskou pověst.

## Geografické vymezení

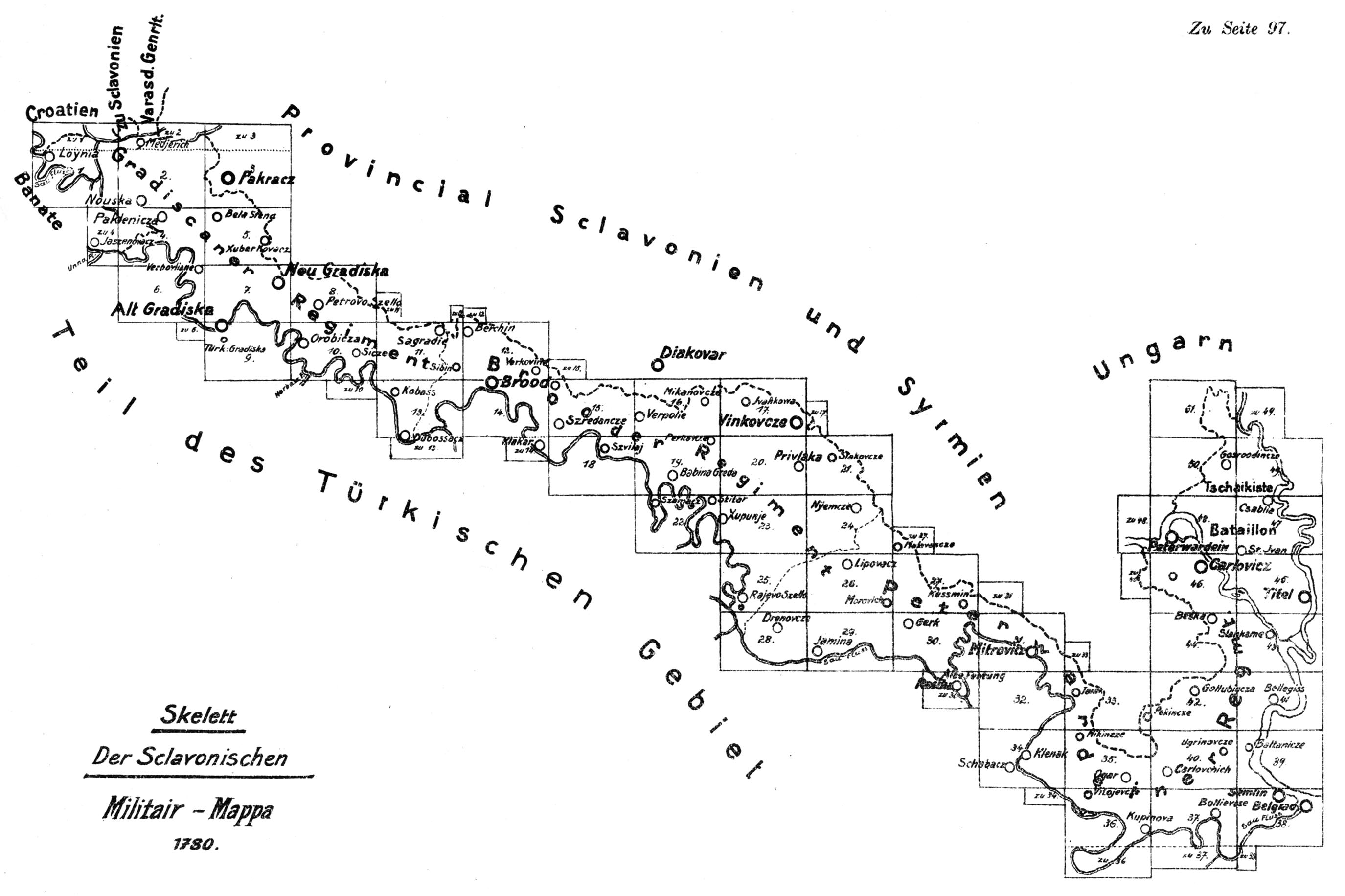
Slavonská sekce Vojenské hranice, vymezená městy Novska (západ) a Zemun/Petrovaradín (východ)

Vojenská hranice vznikla proti hrozbě, kterou představovali Osmanští Turci. Byla vytvořena na konci 17. století po uzavření Karlovického míru, kdy byli Turci zatlačeni až za řeku Sávu. Zde se potom vojenská hranice rozkládala. Její nejzápadnější část byla v oblasti pohoří Velebit, nedaleko hranic s Bosnou a Hercegovinou, a nejvýchodnější část až v rumunských Karpatech, na hranici s Valašskem. Nejdéle však existovala západní sekce Vojenské hranice, která přetínala v různých směrech území dnešního Chorvatska.
Z druhé strany hranice, na území Bosny a Hercegoviny, byla podobným způsobem zřízena tzv. Bosenská krajina, která měla chránit turecké území před případnými rakouskými nájezdy. Rozkládala se podél severní hranice Bosny až po Cazin (tzv. Cazinská krajina). Jak na území habsburské Vojenské hranice, tak i z turecké strany, byly vybudovány četné pevnosti a systémy opevnění.
Území Vojenské hranice bylo správně rozděleno na několik celků. V jižní části Sedmihradska existovala tzv. Sedmihradská vojenská hranice, mezi soutěskou Đerdap a Zemunem pak tzv. Banátská vojenská hranice, od města Zemun (předměstí srbské metropole Bělehradu) až po Novsku dále Slavonská vojenská hranice a zbytek (část Dalmácie, oblast pohoří Papuk) pak byla tzv. Chorvatskou vojenskou hranicí.

## Historie

### 1578–1881
Důvodem pro jeho zřízení byl rychlý postup osmanského vojska, neboť Turci v 20. letech 16. století úspěšně obsadili Jajce, Banja Luku a postupovali severně směrem na Vídeň, kterou se v roce 1529 pokusili dobýt. Rakouský císař Ferdinand I. Habsburský proto inicioval vznik opevněných zón, které se táhly přes území dnešního Chorvatska a západní částí Uher až na Slovensko[zdroj?], aby znemožnil další postup Turků.
Zmíněné území bylo roku 1578 vyjmuto z vlády chorvatského bána a začleněno přímo pod ústřední velení z Vídně. Kromě osmanských záborů tedy i toto správní opatření ještě více zmenšilo oblast chorvatského státu, což dalo na chorvatském zemském sněmu vzniknout sousloví, označujícímu zemi za „zbytky zbytků kdysi slavného království Chorvatského“ (latinsky reliquiae reliquiarum olim inclyti regni Croatiae). Jediným územím, které nebylo dotčeno válkou v té době, bylo totiž Záhoří (Zagorje), kam se sestěhovala většina zbylé šlechty. I Záhoří však bylo zatíženo vysokými daněmi, neboť vedení válek s Turky bylo nesmírně drahé.

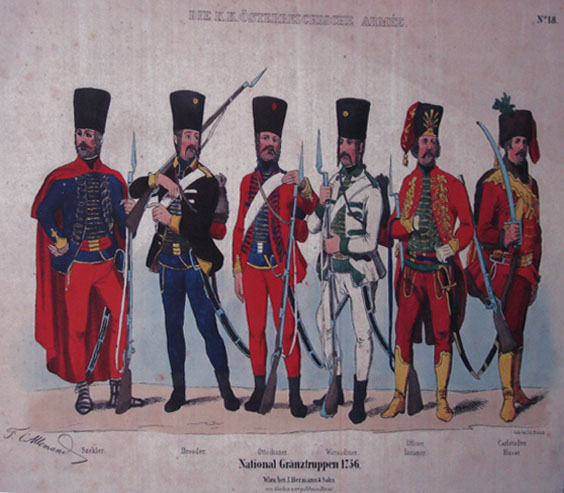
Různí pohraniční vojáci, 1756

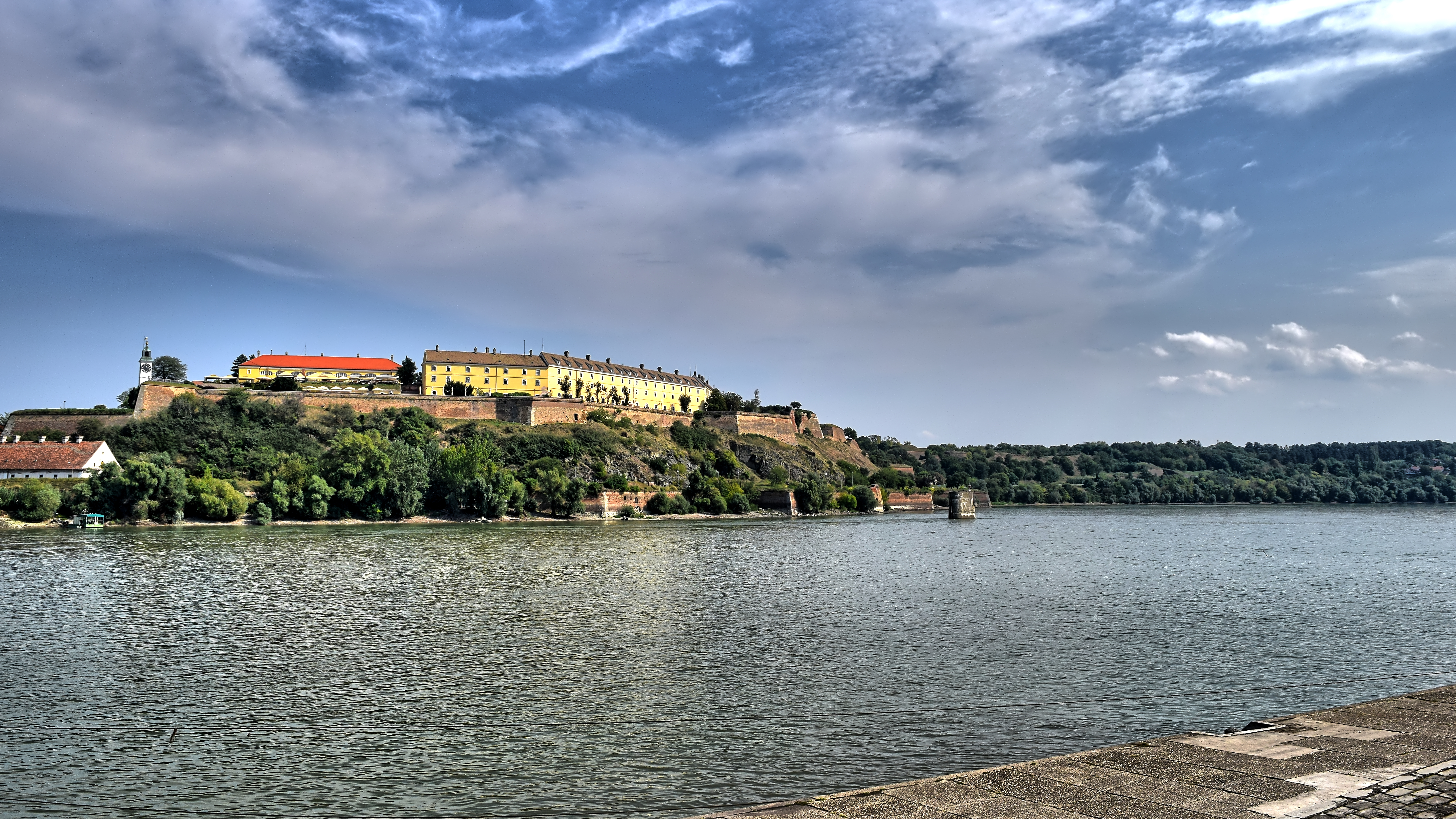
Petrovaradínská pevnost známá jako Gibraltar na Dunaji

V pohraničním pásmu, které na chorvatském území sledovalo linii měst Senj–Otočac–Slunj–Glina–Hrastovica–Sisak–Ivanić Grad–Koprivnica–Križevci–Đurđevac–Drnje byla budována opevnění, která měla podobu masivních pevností, ale i menších soustav opevněných objektů. Jelikož toto území bylo nebezpečné, obývali ho tzv. hraničáři. Ti byli zpočátku německy mluvící a v pozdějších letech je doplnilo převážně pravoslavné obyvatelstvo. To se v dobách jihoslovanských obrozeneckých a národně-formujících procesů identifikovalo jako srbské. Těm, kteří přicházeli na území Vojenské hranice a chtěli sloužit jako hraničáři, byly slibovány četné výhody, mezi které patřily daňové úlevy[zdroj?] a především půda. Kolonisté dostávali nemalé příděly země, na níž hospodařili.

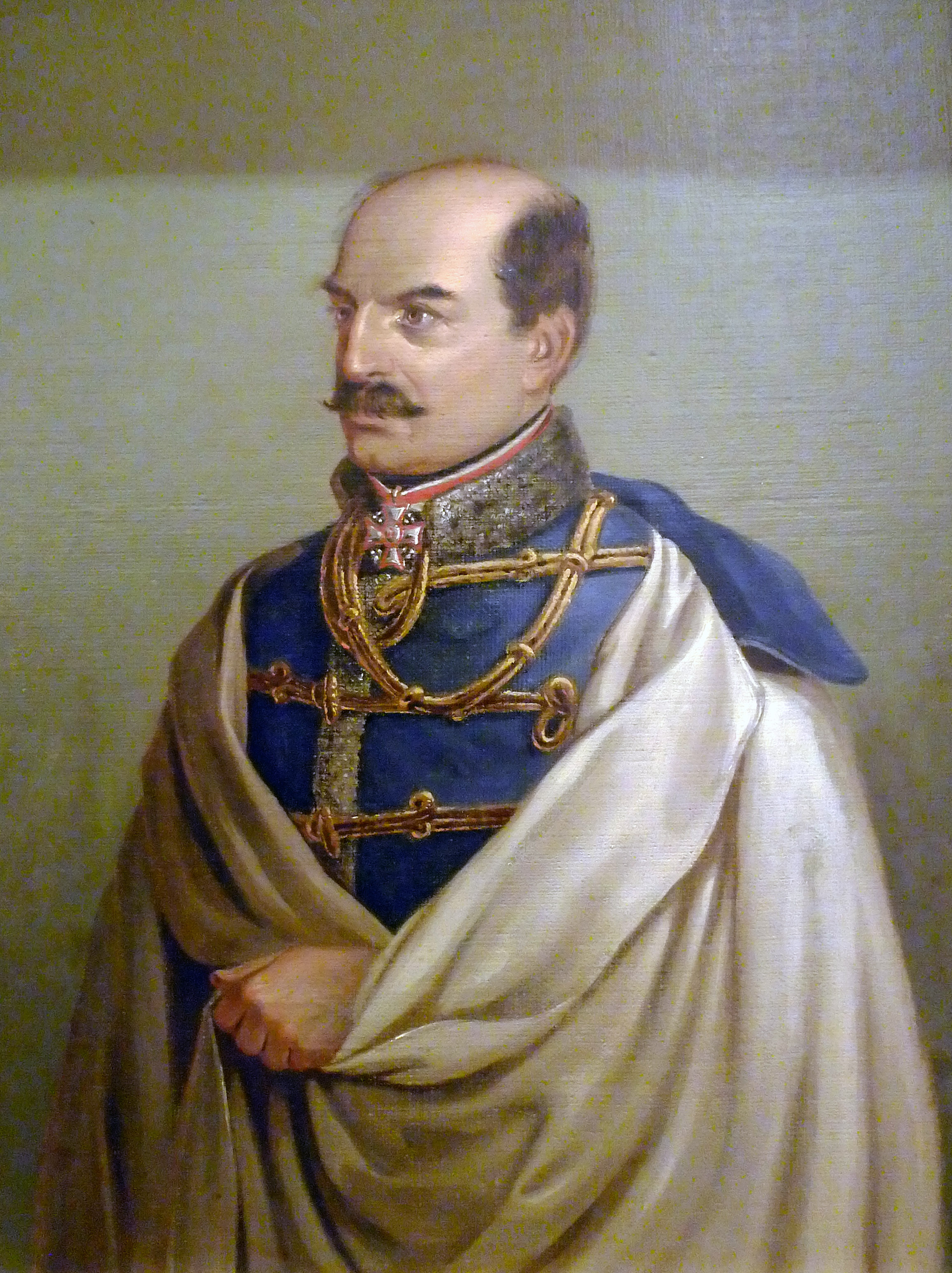
Chorvatský bán Josip Jelačić okolo roku 1850

Během revolučního roku 1848 bylo početně silné vojsko z hraniční oblasti využito pro zastavení nepokojů v Uhrách a v Italy osídlených oblastech Rakouské říše. Obyvatelstvo Krajiny bylo pro Rakousko dobře dostupný zdroj vojenské síly, kterou mohlo využívat jak pro boje za svými hranicemi, tak i potírání domácích vzpour. V roce 1863 se např. uvažovalo[zdroj?] o jeho nasazení k potlačení povstání v rakouské části Polska.
Chorvatští obrozenci a vzdělanci považovali Vojenskou hranici za jedno z neštěstí, které rozdělilo chorvatské země na několik částí; Dalmácie a Istrie byly součástí Předlitavska, většina Chorvatska součástí Zalitavska a značné části země byly právě součástí Vojenské hranice. Za svůj cíl považovali sjednocení chorvatských zemí a připojení Vojenské hranice k Chorvatsku bylo považováno za první krok k dosažení tohoto cíle. Další směřování oblasti bylo rovněž i předmětem tehdejší mezinárodní politiky a vyjednávalo se o ní. Srbsko mělo rovněž zájem na připojení tohoto území, avšak nakonec větší úsilí vynaložilo na propagandistickou a aktivistickou činnost v Bosně a Hercegovině, spíše než v Krajině. Důvodem byla skutečnost, že udržovat tajné styky a organizovat protistátní akce mezi srbským obyvatelstvem z Vojenské hranice bylo finančně nad možnosti tehdejšího chudého a nerozvinutého obrenovićovského Srbska.
Obyvatelstvo Vojenské hranice bylo smíšené. Podle sčítání lidu z roku 1857 ho tvořili z 59 % katolíci a z 40 % pravoslavní. Celkem měla 675 817 obyvatel.
Rozsah území Vojenské hranice se nicméně měnil. V roce 1851 byla zrušena nejvýchodnější Sedmihradská vojenská hranice a o dvacet let později (1871) pak i Banátská část Vojenské hranice (vzhledem k tomu, že Srbsko vyhlásilo v roce 1868 nezávislost na Osmanské říši).
Nejvýznamnější vojevůdci, kteří spravovali vojenskou hranici byli Evžen Savojský a Josip Jelačić.[zdroj?]

### Další vývoj území (po zrušení Krajiny)
V roce 1881 (tři roky poté, co byla na Berlínském kongresu Bosna a Hercegovina dána pod správu Rakousko-Uherska) byla Vojenská hranice připojena k Chorvatsku. Tím se značně zkrátila jižní a východní chorvatská hranice (např. připojeny byly oblasti okolo Pakrace, celá Lika, Kordun a další místa) a také značně rozšířilo chorvatské území. Znamenalo to ovšem také, že se chorvatská společnost národnostně rozrůznila, neboť se její součástí stal nemalý počet Srbů. V Záhřebu politická reprezentace (převážně Strana práva) tento proces uvítala, ovšem i dále kritizovala, že některé oblasti, které jsou osídleny převážně chorvatským obyvatelstvem, se nacházejí i nadále mimo území Chorvatského trojjediného království.[zdroj?]
Vojenská hranice byla (převážně ve své dalmatské části) velmi chudou a nerozvinutou oblastí. Venkovské oblasti byly navíc přelidněné. Krasové podloží nedávalo příliš dobré podmínky pro zemědělství a tak obyvatelstvo, převážně srbské odcházelo do větších měst. Tím začal být v chorvatských městech postupně, avšak pozvolna, zastupován srbský prvek. Podobný problém byl ovšem typický pro nemalou část chorvatského venkova; špatné životní podmínky byly také i např. v oblasti Záhoří (Zagorje) i jinde.
Vojenská hranice jako převážně Srby osídlená oblast značně strádala během druhé světové války. Nedlouho po vyhlášení NDH byly přijaty první protisrbské zákony, které byly podobné, či ještě přísnější jako německé protižidovské. Několik měsíců po vyhlášení fašistického Chorvatska začalo místní obyvatelstvo vést organizovaný odpor. Kromě pozůstatků královské armády se k odporu rozhodlo i venkovské obyvatelstvo. Jeho potenciál velmi rychle dokázala využít komunistická strana a zorganizovat partyzánské povstání. Po celé období druhé světové války tak byla oblast býv. Vojenské hranice místem, kde se koncentrovaly partyzánské síly a kde neměla chorvatská fašistická vláda fakticky žádnou moc, či vliv.[zdroj?]
V dobách existence socialistické Jugoslávie byla Vojenská hranice součástí Chorvatska (její východní část byla po dlouhých a bouřlivých diskuzích připojena nakonec k Srbsku). V ústavě chorvatské socialistické republiky bylo rovněž stanoveno, že konstitutivními národy republiky jsou Chorvati a Srbové. I přes značné investice, které socialistický stát do oblasti Krajiny usměrnil,[zdroj?] byla hospodářská zaostalost především dalmatské části Krajiny nesmírná. V roce 1977 byla dokonce poprvé přiznána za nerozvinutou oblast (do této kategorie již patřilo např. Kosovo, Makedonie, či Bosna a Hercegovina).
Ze stěhování pravoslavného obyvatelstva a jejich usídlením na tomto území vyplynuly v 90. letech 20. století některé problémy spojené s rozpadem Jugoslávie. Území bývalé Vojenské hranice bylo místem, kde vypukly první střety, (Balvanová revoluce, vyhlášení válečného stavu v Kninu v srpnu 1990, tzv. Krvavé Velikonoce v březnu 1991). Srbské obyvatelstvo rázně odmítlo politické změny v Chorvatsku; namísto demokratizace společnosti po 40 letech komunistické vlády v nich vidělo pokus o obnovení Nezávislého státu Chorvatsko. Ke konci roku 1991 se nakonec oblast odtrhla od Chorvatska, a znovu připojila k Jugoslávii jako SAO Krajina, později Republika Srbská Krajina. V této chvíli však již byly jak Jugoslávie, tak i Chorvatsko, prakticky ve válečném stavu. Válku ukončila až mohutná operace Bouře (Oluja) v létě 1995, během níž bylo srbské obyvatelstvo z většiny Srbské Krajiny (kromě Východní Slavonie) chorvatskou armádou vyhnáno či samo ve strachu uprchlo. Už tak jedna z nejzaostalejších oblastí Chorvatska zůstala po válce zpustošená a vylidněná a její obnova probíhá jen pomalu. Smutným pozůstatkem jsou velké zaminované oblasti.